# Imrich Lyócsa
Imrich Lyócsa (Košice, 21 juli 1963) is een Slowaaks boogschutter.
Lyócsa debuteerde op de Paralympische Zomerspelen in Sydney (2000), waar hij een bronzen medaille won in de ST-klasse. Hij schiet met een recurveboog. Op de Spelen in Athene (2004) behaalde hij opnieuw een finaleplaats. Hij versloeg in de finale de Pool Tomasz Lezanski in de tie-break en sleepte een gouden medaille in de wacht. Ook deed hij mee aan de Spelen in Peking (2008).

## Palmares
| 2000 Paralympische Zomerspelen (individueel) 2004 Paralympische Zomerspelen (individueel) | 2007 IPC-WK (individueel) |